# Henryk Mrejzek
Henryk Mrejzek, vlastním jménem Michal Rejzek (25. února 1969 Liberec – srpen 2023), byl český fotograf.
Jeho tvorba se zaměřovala nejčastěji na fotografie aktu, portrétů, erotickou a dokumentární fotografii.

## Život
Dříve, než se začal profesionálně věnovat fotografii, pracoval v top managementu společností Aviva, Citibank a Seznam.cz. V roce 2004 odcestoval do Austrálie, kde několik měsíců pracoval jako asistent u renomovaného reklamního fotografa Andrease Bommerta. Od roku 2005 spolupracoval s promotérskou a bookingovou agenturou D Smack U Promotion, festivaly Nouvelle Prague, Rock for People, Grape festival a hudebními umělci. Od roku 2016 spolupracoval se svoji manželkou Zuzkou Rejzkovou jako fotograf Creative Garden Productions. V roce 2019 publikoval své fotografie v knize Bohemian Taboo Stories – Kniha o lidech, kteří dělají něco sexy, na které se podílel autorsky, nakladatelsky i editorsky. S Bohemian Taboo organizuje umělecké výstavy podporující umělce, designéry a performery na poli erotic-art.
Jeho výstava erotických fotografií xxx 1–0-1, která se uskutečnila v roce 2010 v pražském Rock Café, byla dva dny po slavnostní vernisáži dle autorových slov cenzurována majitelem klubu (nesouhlasil s umístěním fotografií na hranici pornografie) a poté autorem na protest proti svévolnému zasahování do expozice zrušena.

## Výstavy
- Filipíny – 2001 Jablonec nad Nisou
- Filipíny – 2002 Praha
- Martiny víkend – 2003 Praha – společná výstava absolventů
- Czech pictures – 2004 Sydney – Austrálie
- Internet Generation – 2004 Praha – společná výstava
- xxx 1–0-1 – 2010 Praha
- Nepovedená fotka – 2011 Liberec – společná výstava v rámci DrinkART
- xxx 1–0-1 vs. 1. 1. – 2011 Praha – výstava v rámci Sex – Expo 2011
- Bohemian Taboo – pop-up výstava u příležitosti křtu knihy Bohemian Taboo Stories (v rámci Festivalu Svobody 2019)
- Erotika v umění – 2020 Hradec Králové – společná výstava ve Fox Gallery
- Bohemian Taboo – 2021 Collective Gallery St. Albans - UK – výstava fotografií z knihy Bohemian Taboo Stories